# 아예샤 타키아
아예샤 타키아(힌디어: आयशा टाकिया, 영어: Ayesha Takia, 1986년 4월 10일 ~ )는 인도의 배우, 성우, 모델, 사회자이다.

## 출연 작품
- 원티드 (2009)
- 노 스모킹 (2007)
- 사랑의 인사 (2007)
- 캐쉬 (2007)
- 도르 (2006)
- 매리지 넘버 원 (2005)
- 타르잔: 더 원더 카 (2004)

## 같이 보기
- 인도 영화 배우 목록